# Caleruega
Caleruega est une commune d’Espagne, dans la province de Burgos, communauté autonome de Castille-et-León. Cette localité, située à 80 km. de Burgos est également vinicole, et fait partie de l’AOC Ribera del Duero.

## Géographie
Le village est traversé par la rivière Gromejón et, dans la commune, par les rivières Bañuelos et Aranzuelo, bien que cette dernière traverse les zones situées entre les basses terres fertiles de la rivière et la colline de Gallego, une zone communale partagée par les communes de Caleruega et de Coruña del Conde. Ces rivières traversent les terres agricoles qui constituent la principale source de revenus de Caleruega, bien qu'il y ait également de petites industries (construction, pierre, ateliers...) et de l'élevage (principalement ovin, mais aussi bovin et porcin). Il existe également des emplois du secteur tertiaire, tel qu'au tribunal municipal de pelote basque.
La ville est géographiquement située à la transition entre le massif de la Demanda (appartenant au système ibérique) et la comarque Ribera del Duero (sous-plateau nord ou meseta norte). Cependant, Caleruega est considérée comme une localité appartenant à la Ribera susmentionnée.

## Histoire
C'est à Caleruega qu'est né saint Dominique de Guzman, fondateur de l'ordre des Dominicains, ainsi que son frère, le bienheureux Mannès.

## Jumelage
- Fanjeaux (France), depuis 2003.

## Source
- (es) Cet article est partiellement ou en totalité issu de l’article de Wikipédia en espagnol intitulé « Caleruega » (voir la liste des auteurs).

### Articles liés
- Liste des communes de Burgos
- AOC Ribera del Duero
- Province de Burgos